# Holanthus vanus
Holanthus vanus is een zee-egel uit de familie Hemiasteridae.
De wetenschappelijke naam van de soort werd in 1914 gepubliceerd door René Koehler.